# Gyachung Kang
Le Gyachung Kang est le quinzième plus haut sommet du monde. C'est aussi, avec le Gasherbrum III, le plus haut sommet de moins de 8 000 mètres. Situé dans la région de Khumbu dans l'Himalaya, il est le plus haut sommet entre le Cho Oyu (8 201 mètres) et l'Everest (8 849 mètres).

## Ascensions

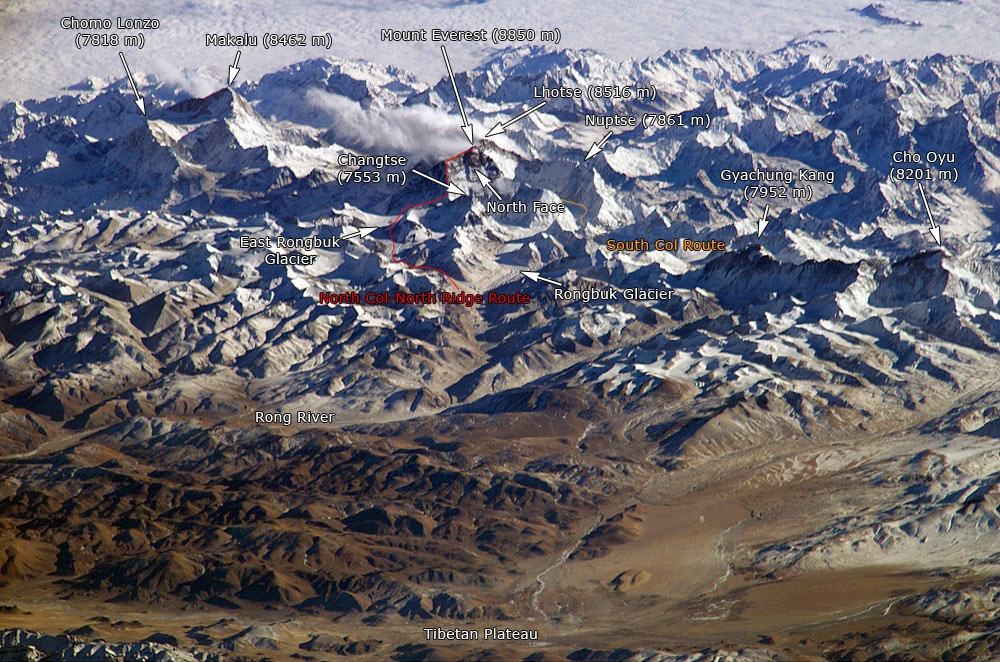
Image aérienne légendée de quelques sommets de l'Himalaya dont le Gyachung Kang.

- 1964 - Première ascension le 10 avril 1964 par Yukihiko Kato, Kiyoto Sakaizawa et le sherpa Pasang Putra[1] lors d'une expédition japonaise sur le flanc ouest et l'arête nord-ouest.
- 1986 - Deuxième ascension en mai par Alain Estève, Hubert Giot, Gramont, Jean-Claude Marmier, Maurel et Trésallet lors d'une expédition française sur l'arête sud-ouest.
- 1988 - Troisième ascension en octobre par Shin Yeom-Bo et Yeon Hen-Mo et les sherpas Ang Dorje et Ang Rinzi lors d'une expédition coréenne sur l'arête sud-ouest.